# Edward Burtynsky

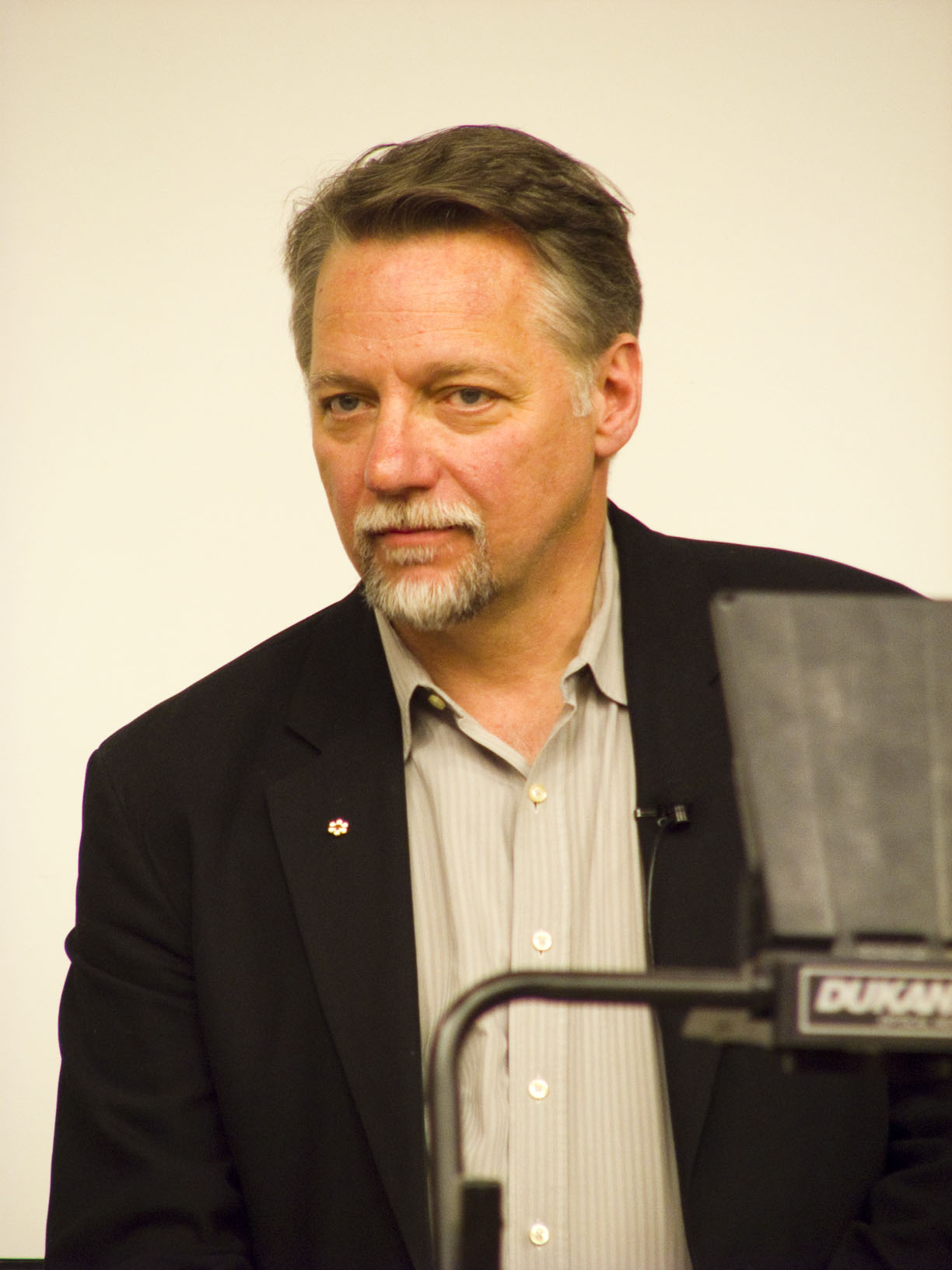
Edward Burtynsky v roce 2009

Edward Burtynsky (* 22. února 1955, Ontario, Kanada) je jedním z nejuznávanějších současných kanadských fotografů. Jeho fotografie znázorňující krajinu přetvářenou průmyslem jsou součástí kolekcí 15 významných muzeí po celém světě včetně National Gallery of Canada (Národní galerie v Kanadě), Francouzská národní knihovna, Muzeum moderního umění a Guggenheimovo muzeum v New Yorku. Svá díla poskytuje různým inspiraci a podporu pro globální diskusi o trvale udržitelném životě organizacím, zejména Worldchanging.com, kde je i členem vedení.

## Dětství
Narodil se a vyrůstal v St. Catharines v rodině s ukrajinskými kořeny a překrásném prostředí s velkým množstvím přírodních krás, dle jeho slov, což mimo jiné ovlivnilo jeho tvorbu.

## Vzdělání a práce
- 1982 – Bakalář (BAA) fotografických umění (Mediální studia), Ryerson University, Toronto, Ontario.
- 1976 – maturita (Diploma) v oboru Grafika na střední škole Niagara College, Welland, Ontario.
- 1985 – dosud umělecký fotograf, podnikatel, spisovatel, pedagog a lektor.

## Další aktivity
Založil Toronto Image Works, nájemnou temnou komoru pro vyvolávání fotografií, zakázkovou laboratoř, centrum digitálního obrazu (digital imaging centre) a tréninkové/vzdělávací centrum nových počítačových médií (media computer training centre).

## Zajímavosti
V běžně dostupných záznamech (12/2009) není přesné datum narození uváděno, při přebírání ceny TED v únoru 2005 zmiňoval, že měl nedávno narozeniny.
Když v roce 2005 přebíral svou cenu TED, měl tři přání. První: vybudovat internetovou stránku, která bude pomáhat dětem myslet ekologicky šetrně. Díky WGBH a TED komunitě byla na TED 2007 představena stránka "Meet the Greens". Jeho druhé přání: začít pracovat na Imax filmu – tato práce v současnosti probíhá. A jeho třetí přání – širší záběrem – bylo jednoduše podpořit "masivní a produktivní celosvětovou diskusi o udržitelném životě".